# شيخ غيي
شيخ مطر غوي (بالفرنسية: Cheikh Gueye)‏ (مواليد 30 ديسمبر 1986 في ثيس) لاعب كرة قدم سنغالي دولي يجيد اللعب في خط الدفاع . يلعب لصالح نادي ميتز الفرنسي .

## روابط خارجية
- شيخ غيي على موقع رابطة كرة القدم الفرنسية للمحترفين (الإنجليزية)
- شيخ غيي على موقع قاعدة بيانات كرة القدم.إي يو (الإنجليزية)
- شيخ غيي على موقع بيانات كرة القدم. دي إي (الألمانية)
- شيخ غيي على موقع ليكيب (الفرنسية)
- شيخ غيي على موقع ناشيونال فوتبول تيمز (الإنجليزية)
- شيخ غيي على موقع Soccerway.com (الإنجليزية)
- شيخ غيي على موقع عالم كرة القدم.نت (الإنجليزية)